# Real Sporting San José
El Real Sporting San José es un centenario club de la ciudad de Las Palmas de Gran Canaria, más concretamente del barrio  de San José. Fue fundado en el año 1913. Actualmente milita en la Primera Regional Aficionado-Gran Canaria. Fue uno de los veinte fundadores del grupo canario de Tercera División. Sus partidos como local los juega en el Estadio Chano Cruz con capacidad para 1.500 espectadores.

## Historia
El  Real Sporting San José  nace el 8 de diciembre de 1913 con el nombre de CD San José, lo que lo convierte en uno de los equipos más antiguos del archipiélago que ha llegado vivo a nuestros días. En 1980 tiene el privilegio de ser uno de los veinte fundadores del grupo canario de la Tercera División, estrenándose de ese modo en el fútbol nacional. Tras tres temporadas el equipo capitalino volvía al fútbol regional. Veintiocho años por Preferente y 1.ª Regional sería el bagaje del equipo hasta que en la 2011/12 volviera a la Tercera División donde no lograría la permanencia y volviera nuevamente a la preferente. En la temporada 2012-2013 se haría cargo del equipo un ilustre del fútbol canario, Julio Suárez, ex de UD Las Palmas y Real Madrid entre otros, consiguiendo un 5.º puesto esa temporada y ya en la 2013/2014 lograría alcanzar los play-off frente al Atlético Tacoronte de Tenerife y tras vencer 1-0 en casa y empatar la vuelta en tierras chicharreras, conseguían 2 años después y en el año del centenario del club, retornar al grupo canario de la Tercera División del fútbol español.

## Estadio
El Real Sporting San José juega sus encuentros como local en el Estadio Chano Cruz de la ciudad de Las Palmas de Gran Canaria. Este terreno deportivo de propiedad municipal tiene una capacidad para unos 1.500 espectadores.

## Uniforme
- Local: Camiseta blanquiazual, con rayas verticales anchas, pantalón azul y medias azules.
- Visitante: El uniforme visitante cambia dependiendo de la temporada pudiendo ser negro, amarillo o azul marino.

## Todas las temporadas
| Temporada | División     | Posición | Copa del Rey |
| --------- | ------------ | -------- | ------------ |
| 1952/53   | 1.ª Regional | 1º       |              |
| 1953/54   | 1.ª Regional | 5º       |              |
| 1954/55   | 1.ª Regional | 1º       |              |
| 1955/56   | 1.ª Regional | 4º       |              |
| 1956/57   | 1.ª Regional | 4º       |              |
| 1957/58   | 1.ª Regional | 7º       |              |
| 1958/59   | 1.ª Regional | 7º       |              |
| 1959/60   | 1.ª Regional | 7º       |              |
| 1960/61   | 1.ª Regional | 2º       |              |
| 1961/62   | 1.ª Regional | 6º       |              |
| 1962/63   | 1.ª Regional | 2º       |              |
| 1963/64   | 1.ª Regional | 2º       |              |
| 1964/65   | 1.ª Regional | 2º       |              |
| 1965/66   | 1.ª Regional | 3º       |              |
| 1966/67   | 1.ª Regional | 7º       |              |
| 1967/68   | 1.ª Regional | 1º       |              |
| 1968/69   | 1.ª Regional | 2º       |              |
| 1969/70   | 1.ª Regional | 4º       |              |
| 1970/71   | 1.ª Regional | 4º       |              |
| 1971/72   | 1.ª Regional | 7º       |              |
| 1972/73   | 1.ª Regional | 6º       |              |
| 1973/74   | 1.ª Regional | 1º       |              |
| 1974/75   | 1.ª Regional | 1º       |              |
| 1975/76   | 1.ª Regional | 2º       |              |
| 1976/77   | 1.ª Regional | 4º       |              |
| 1977/78   | Preferente   | 8.º      |              |
| 1978/79   | Preferente   | 9.º      |              |
| 1979/80   | Preferente   | 6.º      |              |
| 1980/81   | 3ª División  | 6.º      |              |
| 1981/82   | 3ª División  | 15.º     | 1ªElim.      |
| 1982/83   | 3ª División  | 20.º     |              |
| 1983/84   | Preferente   | 3.º      |              |
| 1984/85   | Preferente   | 4.º      |              |
| 1985/86   | Preferente   | 18º      |              |
| 1986/87   | 1.ª Regional | 6.º      |              |
| 1987/88   | 1.ª Regional | 11.º     |              |
| 1988/89   | 1.ª Regional | 2º       |              |
| 1989/90   | Preferente   | 15.º     |              |
| 1990/91   | 1.ª Regional | 13.º     |              |
| 1991/92   | 1.ª Regional | 2º       |              |
| 1992/93   | Preferente   | 7º       |              |
| 1993/94   | Preferente   | 6.º      |              |
| 1994/95   | Preferente   | 7.º      |              |
| 1995/96   | Preferente   | 2º       |              |
| 1996/97   | Preferente   | 10.º     |              |
| 1997/98   | Preferente   | 5º       |              |
| 1998/99   | Preferente   | 13.º     |              |
| 1999/00   | Preferente   | 18.º     |              |

| Temporada | División     | Posición | Copa del Rey |
| --------- | ------------ | -------- | ------------ |
| 2000/01   | 1.ª Regional | 8.º      |              |
| 2001/02   | 1.ª Regional | 12.º     |              |
| 2002/03   | 1.ª Regional | 5º       |              |
| 2003/04   | 1.ª Regional | 4.º      |              |
| 2004/05   | 1.ª Regional | 5.º      |              |
| 2005/06   | 1.ª Regional | 2º       |              |
| 2006/07   | 1.ª Regional | 2.º      |              |
| 2007/08   | Preferente   | 16.º     |              |
| 2008/09   | Preferente   | 12.º     |              |
| 2009/10   | Preferente   | 8.º      |              |
| 2010/11   | Preferente   | 1º       |              |
| 2011/12   | 3.ª División | 19.º     |              |
| 2012/13   | Preferente   | 5.º      |              |
| 2013/14   | Preferente   | 2.º      |              |
| 2014/15   | 3ªDivisión   | 4.º      |              |
| 2015/16   | 3ªDivisión   | 18.º     |              |
| 2016/17   | Preferente   | 17.°     |              |
| 2017/18   | 1.ª Regional | 11º      |              |
| 2018/19   | 1.ª Regional | 3º       |              |
| 2019/20   | 1.ª Regional | 8º       |              |
| 2020/21   | 1.ª Regional | 5º       |              |
| 2021/22   | 1.ª Regional | 4º       |              |
| 2022/23   | Preferente   | 13.º     |              |
| 2023/24   | 1.ª Regional | 4.º      |              |
| 2024/25   | 1.ª Regional |          |              |

### Datos del club
- Temporadas en 3ª División: 6
- Temporadas en Preferente: 23
- Temporadas en 1ª Regional: 44

### Trofeos Oficiales y Amistosos
- Preferente Las Palmas (1): 2010/11
- Primera Regional (5): 1952/53, 1954/55, 1967/68, 1973/74 y 1974/75
- Torneo de San Ginés (1): 1969